# Награды Нижегородской области
Награды Нижегородской области — награды субъекта Российской Федерации учреждённые Законодательным Собранием Нижегородской области, согласно Закону Нижегородской области от 21 апреля 2003 года № 28-З «О наградах и премиях Нижегородской области».
Награды и премии Нижегородской области учреждены в целях поощрения граждан, организаций за заслуги в социально-экономическом развитии Нижегородской области, большой личный вклад и высокое профессиональное мастерство, способствующее развитию Нижегородской области.

## Виды наград Нижегородской области

### Высшее звание
| Изображение награды | Наименование награды | Дата учреждения   | Правила награждения | Источник |
| ------------------- | --- | ----------------- | --- | --- |
|                     | Звание «Почётный гражданин Нижегородской области» --- (Памятная медаль к званию «Почётный гражданин Нижегородской области») | 27 июня 2007 года | Почётное звание «Почётный гражданин Нижегородской области» является государственной наградой Нижегородской области, высшей формой поощрения граждан за выдающиеся личные заслуги в общественно значимой для всей области сфере деятельности, направленной на благо населения области и Российской Федерации. Почётное звание является личным пожизненным званием. В исключительных случаях Почётное звание может быть присвоено посмертно. Лицу, удостоенному Почётного звания, вручается памятная медаль, диплом и выдается удостоверение. Имена Почётных граждан Нижегородской области в хронологическом порядке заносятся в Книгу Почёта и Книгу Памяти Нижегородской области. | Закон Нижегородской области от 27 июня 2007 года № 72-З «О Почётном звании...» --- Закон Нижегородской области от 25 декабря 2017 года № 182-З «О внесении изменений...» --- |

### Ордена
| Изображение награды | Наименование награды                                | Дата учреждения     | Правила награждения | Источник |
| ------------------- | --------------------------------------------------- | ------------------- | --- | --- |
|                     | Орден «За гражданскую доблесть и честь» I степени   | 31 января 2007 года | Орден Нижегородской области «За гражданскую доблесть и честь» является высшей наградой Нижегородской области, которой награждаются граждане Российской Федерации, а в исключительных случаях иностранные граждане, за выдающиеся заслуги перед Нижегородской областью, большой вклад в укрепление Российского государства, возрождение экономической мощи страны, духовной силы Отечества. Орден имеет три степени: I, II и III. Награждение Орденом, как правило, производится последовательно от низшей степени к высшей. За новые, выдающиеся заслуги лица, награждённые Орденом III степени, могут быть представлены к награждению Орденом II степени, лица, награждённые Орденом II степени, могут быть представлены к награждению Орденом I степени, но не ранее чем через пять лет после предыдущего награждения. | Указ губернатора Нижегородской области от 31 января 2007 года № 7 "Об утверждении положения об ордене «За гражданскую доблесть и честь» |
|                     | Орден «За гражданскую доблесть и честь» II степени  | 31 января 2007 года | См. «Правила награждения орденом „За гражданскую доблесть и честь“ I степени». | Указ губернатора Нижегородской области от 31 января 2007 года № 7 "Об утверждении положения об ордене «За гражданскую доблесть и честь» |
|                     | Орден «За гражданскую доблесть и честь» III степени | 31 января 2007 года | См. «Правила награждения орденом „За гражданскую доблесть и честь“ I степени». | Указ губернатора Нижегородской области от 31 января 2007 года № 7 "Об утверждении положения об ордене «За гражданскую доблесть и честь» |

### Медали
| Изображение награды | Наименование награды                                                             | Дата учреждения      | Правила награждения | Источник |
| ------------------- | -------------------------------------------------------------------------------- | -------------------- | --- | --- |
|                     | Памятная медаль «За наивысшие достижения в спорте»                               | 21 апреля 2003 года  | Памятной медалью «За наивысшие достижения в спорте» награждаются граждане Нижегородской области за большой личный вклад в развитие физической культуры и спорта в Нижегородской области и заслужившие известность своими достижениями в спорте. Решение о награждении памятной медалью принимается Губернатором области по представлению комитета по физической культуре, спорту и туризму. | Закон Нижегородской области от 21 апреля 2003 года № 28-З «О наградах и премиях Нижегородской области» |
|                     | Медаль «Благотворитель земли Нижегородской» I степени                            | 31 октября 2012 года | Медалью «Благотворитель земли Нижегородской» по представлению Благотворительного совета Нижегородской области награждаются граждане Российской Федерации, иностранные граждане за многолетнюю благотворительную деятельность на территории Нижегородской области и большой благотворительный вклад в развитие и поддержание функционирования государственных и муниципальных объектов (учреждений) социально-культурного назначения на территории Нижегородской области (здравоохранения, образования, социальной защиты, культуры, искусства, спорта и других), социально ориентированных некоммерческих организаций, а также детских, творческих и иных коллективов. Медаль имеет три степени: I, II и III; (золотая, серебряная и бронзовая). Решение о награждении медалью принимается Законодательным Собранием области по согласованию с Губернатором Нижегородской области и оформляется постановлением Законодательного Собрания области. | Закон Нижегородской области от 21 апреля 2003 года № 28-З «О наградах и премиях Нижегородской области» (Закон от 31.10.2012 № 142-З) ---                                                                                 |
|                     | Медаль «Благотворитель земли Нижегородской» II степени                           | 31 октября 2012 года | См. «Правила награждения медалью „Благотворитель земли Нижегородской“ I степени». | Закон Нижегородской области от 21 апреля 2003 года № 28-З «О наградах и премиях Нижегородской области» (Закон от 31.10.2012 № 142-З)                                                                                     |
|                     | Медаль «Благотворитель земли Нижегородской» III степени                          | 31 октября 2012 года | См. «Правила награждения медалью „Благотворитель земли Нижегородской“ I степени». | Закон Нижегородской области от 21 апреля 2003 года № 28-З «О наградах и премиях Нижегородской области» (Закон от 31.10.2012 № 142-З) ---                                                                                 |
|                     | Медаль «За заслуги в развитии агропромышленного комплекса Нижегородской области» | 13 мая 2010 года     | Медаль «За заслуги в развитии агропромышленного комплекса Нижегородской области» является наградой министерства сельского хозяйства и продовольственных ресурсов Нижегородской области и вручается гражданам, внёсшим значительный вклад в развитие агропромышленного комплекса Нижегородской области и имеющим стаж работы в отрасли не менее 10 лет. Медалью могут быть награждены: - руководители, специалисты и работники сельскохозяйственных организаций Нижегородской области; - руководители, специалисты и работники организаций пищевой и перерабатывающей промышленности Нижегородской области; - главы крестьянских (фермерских) хозяйств и индивидуальные предприниматели; - руководители и специалисты агроснабженческих организаций; - руководители и специалисты образовательных учреждений сферы АПК; - руководители и специалисты органов государственной власти и местного самоуправления; - иные лица, своей профессиональной деятельностью способствующие развитию сельского хозяйства Нижегородской области. Решение о награждении медалью принимается министром и оформляется приказом министерства. | Приказ министерства сельского хозяйства и продовольственных ресурсов Нижегородской области от 13 мая 2010 года № 88 «О наградах министерства сельского хозяйства и продовольственных ресурсов Нижегородской области» --- |

### Почётные знаки
| Изображение награды | Наименование награды                                                                                                  | Дата учреждения      | Правила награждения | Источник |
| ------------------- | --- | -------------------- | --- | --- |
|                     | Почётный знак «За вклад в предотвращение распространения коронавирусной инфекции на территории Нижегородской области» | 26 июня 2020 года    | Почётный знак Губернатора Нижегородской области «За вклад в предотвращение распространения коронавирусной инфекции на территории Нижегородской области» является наградой Нижегородской области. Почётным знаком награждаются граждане Российской Федерации за значительный вклад в предотвращение распространения коронавирусной инфекции на территории Нижегородской области. Вручение Почётного знака осуществляется в торжественной обстановке Губернатором Нижегородской области либо по его поручению первым заместителем Губернатора Нижегородской области, заместителями Губернатора Нижегородской области, заместителями Председателя Правительства Нижегородской области. Повторное награждение Почётным знаком не производится. Награждение Почётным знаком может быть произведено посмертно. Почётный знак носится на правой стороне груди после нагрудного знака к почётному званию Российской Федерации. | Указ Губернатора Нижегородской области от 26 июня 2020 года № 110 «Об утверждении Положения о Почётном знаке Губернатора Нижегородской области "За вклад в предотвращение распространения коронавирусной инфекции на территории Нижегородской области"» --- |
|                     | Почётный знак «Родительская слава»                                                                                    | 4 июня 2008 года     | Почётным знаком «Родительская слава» награждаются граждане Российской Федерации, постоянно проживающие на территории Нижегородской области, за заслуги в воспитании детей, укрепление семейных традиций, создание условий для духовного и физического развития детей, являющиеся примером успешного родительства. Почётным знаком могут быть награждены граждане Российской Федерации, воспитавшие ребёнка (детей), имеющего (имеющих) заслуги перед обществом либо достигшего (достигших) высоких успехов в общественно значимой сфере жизнедеятельности. Гражданам Российской Федерации, награждённым Почётным знаком, одновременно с Почётным знаком вручается единовременная денежная выплата. | Закон Нижегородской области от 4 июня 2008 года № 64-З "О внесении изменений в Закон Нижегородской области «О наградах и премиях Нижегородской области» (касаемых семьи)                                                                                    |
|                     | Почётный знак «За заслуги в правозащитной деятельности»                                                               | 30 июля 2018 года    | Почётный знак «За заслуги в правозащитной деятельности» является наградой Нижегородской области. Почётным знаком награждаются граждане Российской Федерации, проживающие и осуществляющие на территории Нижегородской области активную правозащитную деятельность, и внесшие значительный вклад в развитие системы бесплатной юридической помощи, правового просвещения населения, укрепление межведомственного взаимодействия и развитие институтов гражданского общества по обеспечению, восстановлению и защите прав, свобод и законных интересов человека и гражданина в Нижегородской области. Почётным знаком награждаются указанные граждане вне зависимости от сферы их профессиональной деятельности. Почётным знаком награждаются не более пяти человек в год. Повторное награждение Почётным знаком не предусматривается.                                                                                   | Указ Губернатора Нижегородской области от 30 июля 2018 года № 98 «Об утверждении Положения о Почётном знаке "За заслуги в правозащитной деятельности"» ---                                                                                                  |
|                     | Почётный знак Законодательного Собрания Нижегородской области «За заслуги»                                            | 18 декабря 2008 года | Почётный знак Законодательного Собрания Нижегородской области «За заслуги» является наградой Законодательного Собрания Нижегородской области, которой награждаются граждане Российской Федерации за значительный вклад в развитие законодательства Нижегородской области и (или) за многолетнюю плодотворную работу в Законодательном Собрании Нижегородской области. Решение о награждении почётным знаком принимается Законодательным Собранием Нижегородской области по представлению Совета Законодательного Собрания Нижегородской области и оформляется постановлением Законодательного Собрания Нижегородской области. | Постановление Законодательного Собрания Нижегородской области от 18 декабря 2008 года № 1337-IV «О почётном знаке Законодательного Собрания Нижегородской области "За заслуги"»                                                                             |
|                     | Почётный знак «Почётный гость Нижегородской области»                                                                  | 21 апреля 2003 года  | Почётным знаком «Почётный гость Нижегородской области» награждаются иногородние и иностранные граждане за личный вклад в социально-экономическое развитие Нижегородской области, а также сохранение исторического и культурного наследия Нижегородской области. Решение о награждении почётным знаком принимается Губернатором области. | Закон Нижегородской области от 21 апреля 2003 года № 28-З «О наградах и премиях Нижегородской области» |
|                     | Почётный знак «За качество и конкурентоспособность»                                                                   | 6 июня 2012 года     | Почётным знаком Нижегородской области «За качество и конкурентоспособность» награждаются организации, зарегистрированные в установленном порядке и осуществляющие свою деятельность на территории Нижегородской области, за достижение значительных результатов в деятельности по повышению конкурентоспособности продукции, обеспечению её безопасности, а также за внедрение высокоэффективных методов управления качеством. Лицам, награждённым Почётным знаком, одновременно вручается диплом. Решение о награждении Почётным знаком принимается Губернатором Нижегородской области. | Закон Нижегородской области от 21 апреля 2003 года № 28-З «О наградах и премиях Нижегородской области» (Закон от 06.06.2012 № 65-3) |
|                     | Памятный знак «Участнику Великой Отечественной войны 1941 - 1945 годов от благодарных нижегородцев»                   | 9 августа 2011 года  | Памятным знаком «Участнику Великой Отечественной войны 1941—1945 годов от благодарных нижегородцев» награждаются инвалиды и участники Великой Отечественной войны 1941—1945 годов, постоянно проживающие на территории Нижегородской области, в связи с проведением торжественных мероприятий, посвященных празднованию дней воинской славы России, в ознаменование 70-летия побед советских войск в битвах, которые сыграли решающую роль в Победе в Великой Отечественной войне 1941—1945 годов. Лицам, награждённым Памятным знаком, одновременно вручается свидетельство к нему. Решение о награждении почётным знаком принимается Губернатором области по представлению органа соцзащиты. | Закон Нижегородской области от 21 апреля 2003 года № 28-З «О наградах и премиях Нижегородской области» (Закон от 09.08.2011 № 92-З) |

### Почётные звания
| Изображение награды | Наименование награды | Дата учреждения     | Правила награждения | Источник |
| ------------------- | --- | ------------------- | --- | --- |
|                     | Почётное звание Нижегородской области «Лауреат премии Минина и Пожарского»                                                   | 21 апреля 2003 года | Почётное звание Нижегородской области «Лауреат премии Минина и Пожарского» присваивается гражданам Российской Федерации, которые своими делами и достижениями в интересах Нижегородской области и Российской Федерации внесли наиболее значительный вклад в патриотическое просвещение граждан и воспитание молодежи, развитие российской культуры и местных исторических традиций, а также способствовали повышению уровня духовного и материального благополучия общества. Почётное звание присваивается в следующих сферах общественно полезной деятельности (по следующим номинациям): - Искусство; - Наука и образование; - Общественная, благотворительная и издательская деятельность, непосредственно влияющая на формирование общественного самосознания, повышение духовного и нравственного состояния общества; - Экономика и производство, социальная защита и бытовое обслуживание населения; - Государственная и муниципальная служба. Лицам, удостоенным Почётного звания, вручается диплом, знак лауреата премии Минина и Пожарского и денежная премия. | Закон Нижегородской области от 21 апреля 2003 года № 28-З «О наградах и премиях Нижегородской области»                                  |
|                     | Почётное звание «Заслуженный ветеран Нижегородской области» --- (Нагрудный знак «Заслуженный ветеран Нижегородской области») | 9 июня 2004 года    | Почётное звание «Заслуженный ветеран Нижегородской области» присваивается ветеранам Великой Отечественной войны, Вооруженных Сил Российской Федерации и правоохранительных органов, пенсионерам Нижегородской области за личные заслуги и высокие результаты, достигнутые ими в период после выхода на пенсию в различных сферах трудовой деятельности, за большой вклад в развитие ветеранского движения, других направлений общественной деятельности, имеющих высокое общественное значение и обеспечивающих значительный вклад в развитие Нижегородской области. Лицам, удостоенным Почётного звания, вручается диплом, памятный нагрудный знак и денежная премия. | Закон Нижегородской области от 21 апреля 2003 года № 28-З «О наградах и премиях Нижегородской области» (Закон от 09.06.2004 № 46-З) --- |
|                     | Звание «Ветеран труда Нижегородской области»                                                                                 | 27 ноября 2007 года | Звание «Ветеран труда Нижегородской области» является формой поощрения граждан за многолетний добросовестный труд во всех сферах деятельности на благо Нижегородской области и Российской Федерации. Звание присваивается гражданам Российской Федерации, проживающим на территории Нижегородской области и имеющим страховой стаж не менее 40 лет для мужчин и 35 лет для женщин, при условии достижения ими общеустановленного возраста, дающего право на трудовую пенсию по старости в соответствии со статьей 7 Федерального закона от 17 декабря 2001 года № 173-ФЗ «О трудовых пенсиях в Российской Федерации». Меры социальной поддержки, предоставляемые лицам, удостоенным звания, устанавливаются законом Нижегородской области. | Закон Нижегородской области от 21 апреля 2003 года № 28-З «О наградах и премиях Нижегородской области» (Закон от 27.11.2007 № 160-З)    |
|                     | Звание «Заслуженный мастер народных художественных промыслов Нижегородской области»                                          | 7 февраля 2011 года | Звание «Заслуженный мастер народных художественных промыслов Нижегородской области» присваивается гражданам Российской Федерации, являющимся мастерами народных художественных промыслов, внесшим значительный вклад в сохранение, возрождение и развитие народных художественных промыслов Нижегородской области и работающим на момент подачи ходатайства о присвоении звания в сфере народных художественных промыслов не менее 10 лет, за заслуги в создании изделий народных художественных промыслов, в том числе имеющих высокую художественную ценность, в подготовке кадров в сфере народных художественных промыслов. Лицам, удостоенным звания, вручается диплом, памятный нагрудный знак и денежная премия. | Закон Нижегородской области от 21 апреля 2003 года № 28-З «О наградах и премиях Нижегородской области» (Закон от 07.02.2011 № 15-З)     |

### Дипломы, грамоты и благодарности
| Изображение награды | Наименование награды                                                                                     | Дата учреждения      | Правила награждения | Источник |
| ------------------- | --- | -------------------- | --- | --- |
|                     | Почётная грамота Нижегородской области                                                                   | 21 апреля 2003 года  | Почётной грамотой Нижегородской области награждаются граждане Российской Федерации, иностранные граждане, лица без гражданства, лица с двойным гражданством, а также организации, предприятия и учреждения, внесшие значительный вклад в социально-экономическое развитие Нижегородской области. Решение о награждении Почётной грамотой Нижегородской области принимается Законодательным Собранием области по согласованию с Губернатором области. | Закон Нижегородской области от 21 апреля 2003 года № 28-З «О наградах и премиях Нижегородской области»                                                                   |
|                     | Почётный диплом Губернатора Нижегородской области                                                        | 3 августа 2004 года  | Почётным дипломом Губернатора Нижегородской области награждаются граждане Нижегородской области за личный вклад в социально-экономическое развитие Нижегородской области, обеспечение законности, прав и свобод граждан, развитие местного самоуправления на территории Нижегородской области, а также сохранение исторического и культурного наследия Нижегородской области. Решение о награждении Почётным дипломом Губернатора Нижегородской области принимается Губернатором области. | Закон Нижегородской области от 21 апреля 2003 года № 28-З «О наградах и премиях Нижегородской области» (Закон от 03.08.2004 № 90-З)                                      |
|                     | Почётный штандарт Губернатора Нижегородской области                                                      | 21 апреля 2003 года  | Почётным штандартом Губернатора Нижегородской области награждаются органы местного самоуправления муниципальных районов и городских округов Нижегородской области, организации, осуществляющие свою деятельность на территории Нижегородской области, за выдающийся вклад в социально-экономическое развитие Нижегородской области. Решение о награждении Почётным штандартом Губернатора Нижегородской области принимается Губернатором области. | Закон Нижегородской области от 21 апреля 2003 года № 28-З «О наградах и премиях Нижегородской области»                                                                   |
|                     | Почётная грамота Губернатора Нижегородской области                                                       | 3 августа 2004 года  | Почётной грамотой Губернатора Нижегородской области награждаются граждане Российской Федерации, иностранные граждане, лица без гражданства, а также организации, предприятия, учреждения за значительный вклад в социально-экономическое развитие Нижегородской области, обеспечение законности, прав и свобод граждан, развитие местного самоуправления на территории Нижегородской области. Решение о награждении Почетной грамотой Губернатора Нижегородской области принимается Губернатором области. | Закон Нижегородской области от 21 апреля 2003 года № 28-З «О наградах и премиях Нижегородской области» (Закон от 03.08.2004 № 90-З)                                      |
|                     | Благодарность Губернатора Нижегородской области                                                          | 21 апреля 2003 года  | Статья № 9 о Почётном знаке «Благодарность Губернатора Нижегородской области» была введена первой редакцией закона Нижегородской области от 21 апреля 2003 года № 28-З «О наградах и премиях Нижегородской области». Согласно Закону области от 27.12.2007 № 194-З, статья № 9 утратила силу. В 2013 году снова введена. | Закон Нижегородской области от 21 апреля 2003 года № 28-З «О наградах и премиях Нижегородской области»                                                                   |
|                     | Благодарственное письмо Правительства Нижегородской области                                              | 3 августа 2004 года  | Благодарственным письмом Правительства Нижегородской области награждаются граждане Нижегородской области, а также предприятия, организации, учреждения Нижегородской области за большую общественную, благотворительную и иную деятельность, направленную на благо населения Нижегородской области, а также за большой вклад в социально-экономическое развитие Нижегородской области. Решение о награждении Благодарственным письмом Правительства Нижегородской области оформляется распоряжением Правительства области. | Закон Нижегородской области от 21 апреля 2003 года № 28-З «О наградах и премиях Нижегородской области» (Закон от 03.08.2004 № 90-З)                                      |
|                     | Диплом Правительства Нижегородской области                                                               | 3 августа 2004 года  | Дипломом Правительства Нижегородской области награждаются граждане Российской Федерации и коллективы — победители соревнований, конкурсов, смотров, фестивалей, заслужившие признание своими высокими результатами и достижениями, а также граждане и организации Российской Федерации, иностранные граждане и организации — победители конкурсов, внесшие вклад в социально-экономическое развитие Нижегородской области. Решение о награждении Дипломом Правительства Нижегородской области оформляется распоряжением Правительства области. | Закон Нижегородской области от 21 апреля 2003 года № 28-З «О наградах и премиях Нижегородской области» (Закон от 03.08.2004 № 90-З)                                      |
|                     | Почётная грамота Законодательного собрания Нижегородской области                                         | 21 апреля 2003 года  | Почётной грамотой Законодательного Собрания Нижегородской области награждаются граждане Нижегородской области за личный вклад в социально-экономическое развитие Нижегородской области, обеспечение законности, прав и свобод граждан, развитие местного самоуправления на территории Нижегородской области. Решение о награждении Почетной грамотой Законодательного Собрания Нижегородской области от имени Законодательного Собрания области оформляется распоряжением Председателя Законодательного Собрания области. | Закон Нижегородской области от 21 апреля 2003 года № 28-З «О наградах и премиях Нижегородской области»                                                                   |
|                     | Благодарственное письмо Законодательного собрания Нижегородской области                                  | 21 апреля 2003 года  | Благодарственным письмом Законодательного Собрания Нижегородской области награждаются граждане Российской Федерации, иностранные граждане, организации, общественные объединения за значительный вклад в социально-экономическое развитие Нижегородской области, её городов и районов, обеспечение законности прав и свобод граждан. Решение о награждении Благодарственным письмом Законодательного Собрания Нижегородской области от имени Законодательного Собрания области оформляется распоряжением Председателя Законодательного Собрания области. | Закон Нижегородской области от 21 апреля 2003 года № 28-З «О наградах и премиях Нижегородской области»                                                                   |
|                     | Почётный диплом многодетной матери Нижегородской области I, II и III степени                             | 4 июня 2008 года     | Почётным дипломом многодетной матери Нижегородской области награждаются женщины — многодетные матери, граждане Российской Федерации, постоянно проживающие на территории Нижегородской области, за заслуги в воспитании детей и укрепление семьи. Почётный диплом имеет три степени: I, II и III. Женщины — многодетные матери, родившие и воспитавшие: - семь и более детей, представляются к награждению Почётным дипломом I степени; - пять-шесть детей, Почётным дипломом II степени; - трех-четырех детей, Почётным дипломом III степени. Представление женщины — многодетной матери к награждению Почетным дипломом многодетной матери Нижегородской области производится при достижении младшим ребёнком возраста восьми лет. При награждении учитываются также дети, усыновленные (удочеренные) в установленном законом порядке, и дети, погибшие при исполнении воинского и служебного долга или при спасении человеческой жизни. Лицам, награждённым Почётным дипломом, одновременно с Почётным дипломом вручается единовременная денежная выплата.                                                  | Закон Нижегородской области от 4 июня 2008 года № 64-З "О внесении изменений в Закон Нижегородской области «О наградах и премиях Нижегородской области» (касаемых семьи) |
|                     | Почётный диплом «За заслуги в подготовке научно-педагогических и научных кадров в Нижегородской области» | 6 октября 2003 года  | Почётным дипломом «За заслуги в подготовке научно-педагогических и научных кадров в Нижегородской области» награждаются научно-педагогические работники высших учебных заведений, научных учреждений и организаций Нижегородской области, имеющие многолетний стаж научно-педагогической работы, признание в научном сообществе Нижегородской области, достигшие успехов в деле подготовки научно-педагогических и научных кадров в системе послевузовского профессионального образования. Решение о награждении Почётным дипломом принимается Губернатором области. | Закон Нижегородской области от 21 апреля 2003 года № 28-З «О наградах и премиях Нижегородской области» (Закон от 06.10.2003 № 88-З)                                      |
|                     | Почётный диплом «За заслуги в развитии системы образования Нижегородской области»                        | 29 декабря 2009 года | Почётным дипломом «За заслуги в развитии системы образования Нижегородской области» награждаются учителя, преподаватели и руководители образовательных учреждений всех типов и видов — государственных образовательных учреждений Нижегородской области, федеральных государственных образовательных учреждений, действующих на территории Нижегородской области, муниципальных образовательных учреждений, негосударственных образовательных учреждений, прошедших государственную аккредитацию, а также работники органов, осуществляющих управление в сфере образования муниципальных районов и городских округов Нижегородской области, внесшие значительный вклад в развитие системы образования, во внедрение инновационных технологий в учебно-воспитательный процесс и работающие в Нижегородской области в указанной сфере не менее 15 лет, за заслуги в образовательной и воспитательной деятельности, обеспечивающей получение обучающимися и воспитанниками глубоких знаний, развитие и совершенствование их творческого потенциала. Почётный диплом вручается вместе с лентой и денежной премией. | Закон Нижегородской области от 21 апреля 2003 года № 28-З «О наградах и премиях Нижегородской области» (Закон от 29.12.2009 № 255-З)                                     |
|                     | Почётный диплом «Благотворителю»                                                                         | 31 октября 2012 года | Почётным дипломом «Благотворителю» по представлению Благотворительного совета Нижегородской области награждаются граждане Российской Федерации, иностранные граждане и юридические лица, в том числе социально ориентированные некоммерческие организации, осуществляющие в интересах Нижегородской области активную благотворительную деятельность по социальным направлениям, указанным в Законе Нижегородской области от 26 февраля 2002 года № 9-З «О благотворительной деятельности». Решение о награждении Почётным дипломом принимается Законодательным Собранием области по согласованию с Губернатором Нижегородской области и оформляется постановлением Законодательного Собрания области. | Закон Нижегородской области от 21 апреля 2003 года № 28-З «О наградах и премиях Нижегородской области» (Закон от 31.10.2012 № 142-З)                                     |

### Премии
| Изображение награды | Наименование награды                                                             | Дата учреждения      | Правила награждения | Источник |
| ------------------- | -------------------------------------------------------------------------------- | -------------------- | --- | --- |
|                     | Премия Нижегородской области имени А.М. Горького                                 | 21 апреля 2003 года  | Премия Нижегородской области имени А. М. Горького присуждается гражданам Российской Федерации, авторам работ в области литературы, художественной публицистики, искусства, науки, образования, культурно-просветительной деятельности, обладающих высокими художественными и научными достоинствами, получивших высокие экспертные оценки и внесших значительный вклад в развитие духовной жизни города Нижний Новгород и Нижегородской области. Лицам, удостоенным премии Нижегородской области имени А. М. Горького, присваивается звание «Лауреат премии Нижегородской области имени А. М. Горького», вручается диплом и денежная премия. | Закон Нижегородской области от 21 апреля 2003 года № 28-З «О наградах и премиях Нижегородской области»                                                                                                   |
|                     | Премия Нижегородской области имени Н.И. Собольщикова-Самарина                    | 21 апреля 2003 года  | Премия Нижегородской области имени Н. И. Собольщикова-Самарина присуждается драматургам, режиссёрам, актерам, дирижерам, балетмейстерам, художникам, композиторам и иным творческим работникам, осуществляющим свою деятельность в театрах города Нижний Новгород, Нижегородской области, Нижегородском театральном училище, внесшим значительный вклад в развитие театральной культуры Нижегородской области, чьи высокопрофессиональные работы получили признание нижегородцев и стали образцами высокого художественного творчества. Лицам, удостоенным премии, присваивается звание «Лауреат премии имени Н. И. Собольщикова-Самарина», вручается диплом, денежная премия и памятный знак — медаль с изображением Н. И. Собольщикова-Самарина. | Закон Нижегородской области от 21 апреля 2003 года № 28-З «О наградах и премиях Нижегородской области»                                                                                                   |
|                     | Премия Губернатора Нижегородской области «Душа России»                           | 21 апреля 2003 года  | Премия Губернатора Нижегородской области «Душа России» присуждается за заслуги в сфере народного художественного творчества по следующим номинациям: - Лучший коллектив самодеятельного художественного творчества; - Лучший народный мастер самодеятельного декоративно-прикладного и изобразительного искусства; - Лучшее клубное учреждение области; - За заслуги в сохранении и развитии народного художественного декоративно-прикладного и изобразительного искусства; - Лучшее юное дарование. Лицам и коллективам, удостоенным премии, присваивается звание "Лауреат премии Губернатора Нижегородской области «Душа России», вручается диплом, денежная премия и памятная скульптура малых форм «Душа России». | Закон Нижегородской области от 21 апреля 2003 года № 28-З «О наградах и премиях Нижегородской области»                                                                                                   |
|                     | Литературная премия Нижегородской области «Болдинская осень»                     | 28 июня 2007 года    | Литературная премия Нижегородской области «Болдинская осень» присуждается с целью развития литературного творчества писателям, публицистам, литературным критикам за создание высокохудожественных произведений, продолжающих традиции классической и современной литературы, по следующим номинациям: - Поэзия; - Проза; - Критика, публицистика. Лицам, удостоенным литературной премии, присваивается звание "Лауреат литературной премии Нижегородской области «Болдинская осень», вручается диплом и денежная премия. | Закон Нижегородской области от 21 апреля 2003 года № 28-З «О наградах и премиях Нижегородской области» (Закон от 28.06.2007 № 76-З)                                                                      |
|                     | Премия Нижегородской области имени И.П.Кулибина                                  | 10 июня 2003 года    | Почётное звание «Лауреат премии имени И. П. Кулибина» является личным званием и присваивается авторам изобретений, полезных моделей, промышленных образцов и рационализаторских предложений, ведущим многолетнюю созидательную деятельность и внесшим существенный вклад в социально-экономическое развитие области, улучшившим качество продукции, условия труда, экологическую безопасность. Лицам, удостоенным Почётного звания, вручается диплом лауреата премии, памятная медаль к премии и производится единовременное денежное вознаграждение за счёт средств областного бюджета, в размере стократной базовой суммы минимального размера оплаты труда установленной в РФ. Присвоение Почётного звания осуществляется один раз в год постановлением Законодательного Собрания области. Лица, удостоенные Почётного звания, имеют право на участие в работе президиума, пленума и других мероприятий, проводимых областным советом Всероссийского общества изобретателей и рационализаторов. | Постановление Законодательного собрания Нижегородской области от 10 июня 2003 года № 516-III "Об утверждении положения о Почётном звании Нижегородской области «Лауреат премии имени И. П. Кулибина» --- |
|                     | Премия Нижегородской области в сфере науки и техники                             | 4 октября 2007 года  | Премия Нижегородской области в сфере науки и техники присуждается ежегодно: - юридическим лицам, зарегистрированным в установленном порядке и осуществляющим свою деятельность на территории Нижегородской области; - физическим лицам, проживающим на территории Нижегородской области и ведущим активную научную деятельность или научную работу в сфере науки и техники; - коллективам физических лиц, в состав которых входят граждане Российской Федерации, проживающие на территории Нижегородской области, не менее двух третей от общего числа лиц, входящих в состав коллектива. Премия присуждается за следующие наиболее значимые достижения в области науки и техники: - научно-исследовательские и опытно-конструкторские разработки, завершившиеся созданием принципиально новых технологий, техники, приборов, оборудования, материалов и веществ; - выдающиеся производственные результаты в экономике Нижегородской области, полученные на основе широкого внедрения достижений науки и техники, обеспечивающие создание качественно нового вида продукции для Нижегородской области. Премия присуждается по следующим номинациям: - Фундаментальная наука; - Прикладная наука и техника. Лицам, удостоенным премии, присваивается звание «Лауреат премии Нижегородской области в сфере науки и техники», вручается диплом и денежная премия. | Закон Нижегородской области от 21 апреля 2003 года № 28-З «О наградах и премиях Нижегородской области» (Закон от 04.10.2007 № 138-З)                                                                     |
|                     | Премия Нижегородской области «Нижегородская семья»                               | 4 июня 2008 года     | Премия Нижегородской области «Нижегородская семья» присуждается ежегодно в целях укрепления института семьи, пропаганды семейного образа жизни и поощрения социально активных семей. Премия вручается гражданам Российской Федерации, состоящим в зарегистрированном браке, либо одиноким родителям, постоянно проживающим на территории Нижегородской области, воспитывающим детей достойными гражданами Российской Федерации, занимающим социально активную позицию в общественной жизни, сохраняющим и развивающим лучшие семейные традиции, за постоянное активное участие и совместные успехи с детьми в различных видах общественно значимой деятельности (трудовой, культурной, спортивной или иной деятельности). Лицам, удостоенным премии, присваивается звание "Лауреат премии Нижегородской области «Нижегородская семья», вручается диплом и денежная премия. | Закон Нижегородской области от 4 июня 2008 года № 64-З "О внесении изменений в Закон Нижегородской области «О наградах и премиях Нижегородской области» (касаемых семьи)                                 |
|                     | Премия Нижегородской области имени Б.А. Королёва                                 | 3 сентября 2010 года | Премия Нижегородской области имени Б. А. Королёва присуждается ежегодно гражданам Российской Федерации — врачам, добившимся значительных результатов во врачебной деятельности, внесшим существенный вклад в развитие здравоохранения Нижегородской области, улучшение качества жизни населения Нижегородской области. Лицам, удостоенным премии, присваивается звание «Лауреат премии Нижегородской области имени Б. А. Королева», вручается диплом и денежная премия. Решение о присуждении премии принимается Губернатором Нижегородской области по представлению органа исполнительной власти Нижегородской области, осуществляющего управление в сфере здравоохранения. | Закон Нижегородской области от 21 апреля 2003 года № 28-З «О наградах и премиях Нижегородской области» (Закон от 03.09.2010 № 132-З)                                                                     |
|                     | Премия Нижегородской области в сфере охраны окружающей среды имени В.В. Найденко | 2 сентября 2013 года | Премия Нижегородской области в сфере охраны окружающей среды имени В. В. Найденко присуждается ежегодно юридическим лицам, физическим лицам или коллективам физических лиц, внесшим значительный вклад в охрану окружающей среды, разработавшим и (или) реализовавшим лучший проект с использованием экологически безопасных, малоотходных и энергосберегающих технологий, лучший эколого-образовательный или эколого-просветительский проект, за рациональное природопользование (для предприятий и организаций, занимающихся хозяйственной деятельностью), за научную деятельность природоохранного значения (для ученых, а также для научно-исследовательских организаций), за личный вклад в дело охраны окружающей среды (для ученых, общественных деятелей, представителей средств массовой информации). Лицам, удостоенным премии, присваивается звание «Лауреат премии Нижегородской области в сфере охраны окружающей среды имени В. В. Найденко», вручается диплом и денежная премия. | Закон Нижегородской области от 21 апреля 2003 года № 28-З «О наградах и премиях Нижегородской области» (Закон от 02.09.2013 № 105-З)                                                                     |

## Награды Нижнего Новгорода
| Изображение награды | Наименование награды                                                                            | Дата учреждения     | Правила награждения | Источник |
| ------------------- | ----------------------------------------------------------------------------------------------- | ------------------- | --- | --- |
|                     | Звание «Почётный гражданин Нижнего Новгорода» −−− (Знак «Почётный гражданин Нижнего Новгорода») | 6 октября 1994 года | Звание «Почётный гражданин города Нижнего Новгорода» является высшей формой поощрения граждан за выдающиеся личные заслуги перед городом Нижний Новгород и его населением. Звание присваивается решением городской Думы при тайном голосовании по представлению общественных организаций, предприятий, учреждений и оформляется в виде постановления городской Думы, которое подписывается главой местного самоуправления города и председателем городской Думы. Основанием к представлению служат особые заслуги в многолетней деятельности здравствующего гражданина Российской Федерации, проживающего в Нижнем Новгороде или тесно связанного с ним характером своей работы и жизни, направленной на развитие экономики, науки и культуры города. Звание может быть присвоено иностранным гражданам за выдающийся вклад в экономику, общественную, научную и культурную деятельность, направленную на благо народов и развитие Нижнего Новгорода и России. | Постановление городской Думы Нижнего Новгорода от 6 октября 1994 года № 19 "О внесении изменений в Положение о присвоении звания «Почётный гражданин города Нижнего Новгорода» ---          |
|                     | Почётный знак главы города Нижнего Новгорода                                                    | 15 июля 2013 года   | Почётный знак главы города Нижнего Новгорода является высшей муниципальной наградой городского округа город Нижний Новгород. Почётным знаком награждаются граждане Российской Федерации, иностранные граждане, организации, а также творческие, научные и производственные коллективы. Основаниями для награждения являются: - Выдающиеся заслуги граждан и личный вклад в развитие города Нижнего Новгорода в любой сфере общественно-полезной деятельности, способствующие процветанию города Нижнего Новгорода; - Результаты деятельности организаций, творческих, научных и производственных коллективов города Нижнего Новгорода, оказавшие значительное влияние на общественное, экономическое, социальное и культурное развитие города Нижнего Новгорода, процветание городского округа, благосостояние его жителей, способствующие повышению престижа и авторитета города Нижнего Новгорода в Российской Федерации и за рубежом. Повторное награждение Почётным знаком не допускается. | Постановление главы города Нижнего Новгорода от 15 июля 2013 года № 74-п «О Положении о Почётном знаке главы города Нижнего Новгорода»                                                      |
|                     | Памятный знак «800 лет городу Нижнему Новгороду»                                                | 28 апреля 2021 года | Памятным знаком к 800-летию со дня основания города Нижнего Новгорода «800 лет городу Нижнему Новгороду» поощряются граждане, имеющие высокие достижения в профессиональной сфере, направленные на экономический рост, развитие производства, науки, культуры, образования, здравоохранения, спорта, укрепление правопорядка и общественной безопасности на территории муниципального образования городской округ город Нижний Новгород, внесшие значительный вклад в развитие муниципального образования городской округ город Нижний Новгород, осуществляющие активную общественную деятельность, способствующую становлению гражданского общества (по одному или нескольким направлениям деятельности). Поощрение Памятным знаком осуществляется в три этапа. Первый этап поощрения Памятным знаком проходит в день (дни) празднования 800-летия со дня основания города Нижнего Новгорода, второй этап поощрения Памятным знаком проходит в ноябре 2021 года в связи с празднованием Дня народного единства, третий этап поощрения Памятным знаком проходит в декабре 2021 года.                                                                                      | Решение городской Думы города Нижнего Новгорода от 28 апреля 2021 года № 94 «О Памятном знаке к 800-летию со дня основания города Нижнего Новгорода "800 лет городу Нижнему Новгороду"» --- |
|                     | Звание «Почётный ветеран Нижнего Новгорода» −−− (Знак «Почётный ветеран Нижнего Новгорода»)     | 19 марта 2008 года  | Звание «Почётный ветеран города Нижнего Новгорода» является личным пожизненным званием, которое присваивается пенсионерам города — ветеранам войны и боевых действий, труда, военной службы, правоохранительных органов. Звание присваивается за личные заслуги и высокие результаты в различных сферах трудовой деятельности, за большой вклад в развитие города и за активное участие в ветеранском движении города в период после выхода ветерана на пенсию. Присвоение звания производится один раз в год не более чем десяти горожанам. Основаниями для присвоения звания являются: наличие общего трудового стажа работы на предприятиях и учреждениях города не менее 35 лет или военной службы и службы в правоохранительных органах — не менее 20 лет, а также стажа работы в ветеранских объединениях города не менее 10 лет. Кандидатуры на присвоение звания определяются президиумом городского и районных советов ветеранов и до 1 июня направляются в комитет по присвоению звания. Лицам, удостоенным звания, вручается диплом, удостоверение и нагрудный знак «Почётный ветеран города Нижнего Новгорода», производится единовременная денежная выплата. | Постановление городской Думы города Нижнего Новгорода от 19 марта 2008 года № 49 "О Положении о присвоении звания «Почётный ветеран города Нижнего Новгорода» ---                           |
|                     | Почётное звание «Патриот Нижнего Новгорода» −−− (Знак «Патриот Нижнего Новгорода»)              | октябрь 2012 года   | Почётное звание (общественная премия) «Патриот Нижнего Новгорода» учреждено еженедельником «Экстра Н» совместно с Администрацией Нижнего Новгорода в рамках конкурса социальных проектов «Открытый Нижний» и «Герой, живущий по соседству». Присвоение звания производится один раз в год не более чем десяти горожанам. Звание присваивается под патронажем главы администрации Нижнего Новгорода с целью выявления и поддержки наиболее значимых социальных и общественно полезных инициатив, способствующих социально-экономическому развитию города. Лицам, удостоенным звания, вручается диплом, удостоверение и нагрудный знак «Патриот Нижнего Новгорода», производится единовременная денежная выплата. | Справка о почётном звании и общественной премии «Патриот Нижнего Новгорода» --- |
|                     | Премия города Нижнего Новгорода −−− (Знак к премии города Нижнего Новгорода)                    | 25 марта 2010 года  | Премия города Нижнего Новгорода присуждается в целях поощрения авторов особо выдающихся работ, внесших значительный вклад в развитие города Нижнего Новгорода. Премия присуждается ежегодно юридическим лицам, физическим лицам или коллективам физических лиц за особо выдающиеся работы, имеющие экономический эффект, обладающие высокими научными и художественными достоинствами, получившие высокие экспертные оценки. Целью учреждения премии является поощрение авторов, внесших существенный вклад в социально-экономическое развитие города, улучшение качества жизни населения города Нижнего Новгорода. Премия присуждается по следующим номинациям: наука, высшая школа, образование, медицина, предпринимательство, транспорт, городское и жилищно-коммунальное хозяйство, литература, публицистика, журналистика, фотоискусство, изобразительное искусство, музыкальное искусство, театральное искусство, архитектура и градостроительство, строительство, краеведение, экология, физкультура и спорт, общественные социально значимые программы, культурно-массовые программы, промышленность.                                                            | Постановление администрации города Нижнего Новгорода от 25 марта 2010 года № 1555 «Об утверждении Положения о премии города Нижнего Новгорода»                                              |